# Gaius Aetrius Naso
Gaius Aetrius Naso (vollständige Namensform Gaius Aetrius Gai filius Lemonia Naso) war ein im 1. Jahrhundert n. Chr. lebender Angehöriger des römischen Ritterstandes (Eques).
Durch eine Inschrift, die in Sentinum gefunden wurde und die auf 81/96 datiert wird, sind einzelne Stationen der militärischen Laufbahn (siehe Tres militiae) von Naso bekannt. Er war zunächst Kommandeur (Praefectus) einer Cohors I Germanorum. Danach diente er als Tribunus militum in der Legio I Italica, die ihr Hauptlager in Novae in der Provinz Moesia inferior hatte.
Naso war in der Tribus Lemonia eingeschrieben.